# イエローリボン
イエローリボン（英語: Yellow ribbon）は、輪状にした黄色のリボン、もしくはそれを図案化したシンボルで、アウェアネス・リボンのひとつである。多くの国で使われているが、国によって大きく意味が異なる。このシンボルが最も広く使われている国は、アメリカ合衆国である。

## アメリカ合衆国における意味
愛する人、特に戦争に送られ、一時的に祖国に帰ることができなくなった兵士達に対して、帰りを待ちわびているという思いを表すシンボルとして使われている。
黄色いリボンにこのような意味づけをする軍歌は古くから知られていたが、今日のような使われ方のきっかけは、1979年のイランアメリカ大使館人質事件の際、ケンタッキー州リッチフィールドの婦人会で、人質の無事帰還を願って街路樹に黄色いリボンを結んだり、身につけたりしたものである。これがABCテレビのニュース番組で取り上げられ、全国的に黄色いリボンの掲示が行われるようになった。
湾岸戦争の際には、派遣軍人に対する連帯として「Support Our Troops」というメッセージ付きで掲げられるようになり、その後も地上軍の投じられる戦争の度に用いられる。マイカーのリアバンパーなどに貼られていることが多い。

## シンガポールにおける意味
前科がある人に対して、「社会復帰を支援する」事を訴える運動の際に使われている。この運動は政府が毎年主催している。支援する人たちは運動期間中に、このリボンをシャツにつける。

## マレーシアにおける意味
自由を願うシンボルとして使われている。

## オーストラリアにおける意味
メルボルンのアルバート・パークの保護を訴える団体である「Save Albert Park」が、アルバート・パーク・サーキットで毎年行われるF1レースである「オーストラリアグランプリ」に抗議する際に使うシンボルである。

## 日本における意味
- NPO日本障害者協議会が、国際連合で採択された障害者権利条約の日本国内への普及、障害のある人びとの社会参加の推進運動のシンボルマークとして活用している[2]。
- 福島第一原子力発電所事故以降、脱原発・脱原子力を願う意味で使われるようになった[3]。
- アメリカにおける本リボンの由来から、海外[4]や災害現場[5]などに派遣された自衛官の無事帰還を祈る意味で使われている。

## 韓国における意味
2014年のセウォル号沈没事故の際に、「（乗客が）戻ってくることを切実に祈る」という意味で用いられ、全国的なキャンペーンが起こった。

## 香港における意味
2014年香港反政府デモ・2019年-2020年香港民主化デモにおいて、香港人が民主選挙、平和、政府体制の改革への望みと言う意味で使われている。

## スペインにおける意味
カタルーニャ州で独立運動を行ったとして投獄されている政治家への支持と、スペイン政府への抗議を表す意味で使われている。